# Кариньянья
Кариньянья (порт. Carinhanha)  —  муниципалитет в Бразилии, входит в штат Баия. Составная часть мезорегиона Вали-Сан-Франсискану-да-Баия. Входит в экономико-статистический  микрорегион Бон-Жезус-да-Лапа. Население составляет 28 517 человек на 2006 год. Занимает площадь 2751,856 км². Плотность населения — 10,4 чел./км².

## Статистика
- Валовой внутренний продукт на 2003 год составляет 44 582 591,00 реалов (данные: Бразильский институт географии и статистики).
- Валовой внутренний продукт на душу населения на 2003 год составляет 1595,37 реалов (данные: Бразильский институт географии и статистики).
- Индекс развития человеческого потенциала на 2000 год составляет 0,607 (данные: Программа развития ООН).

## География

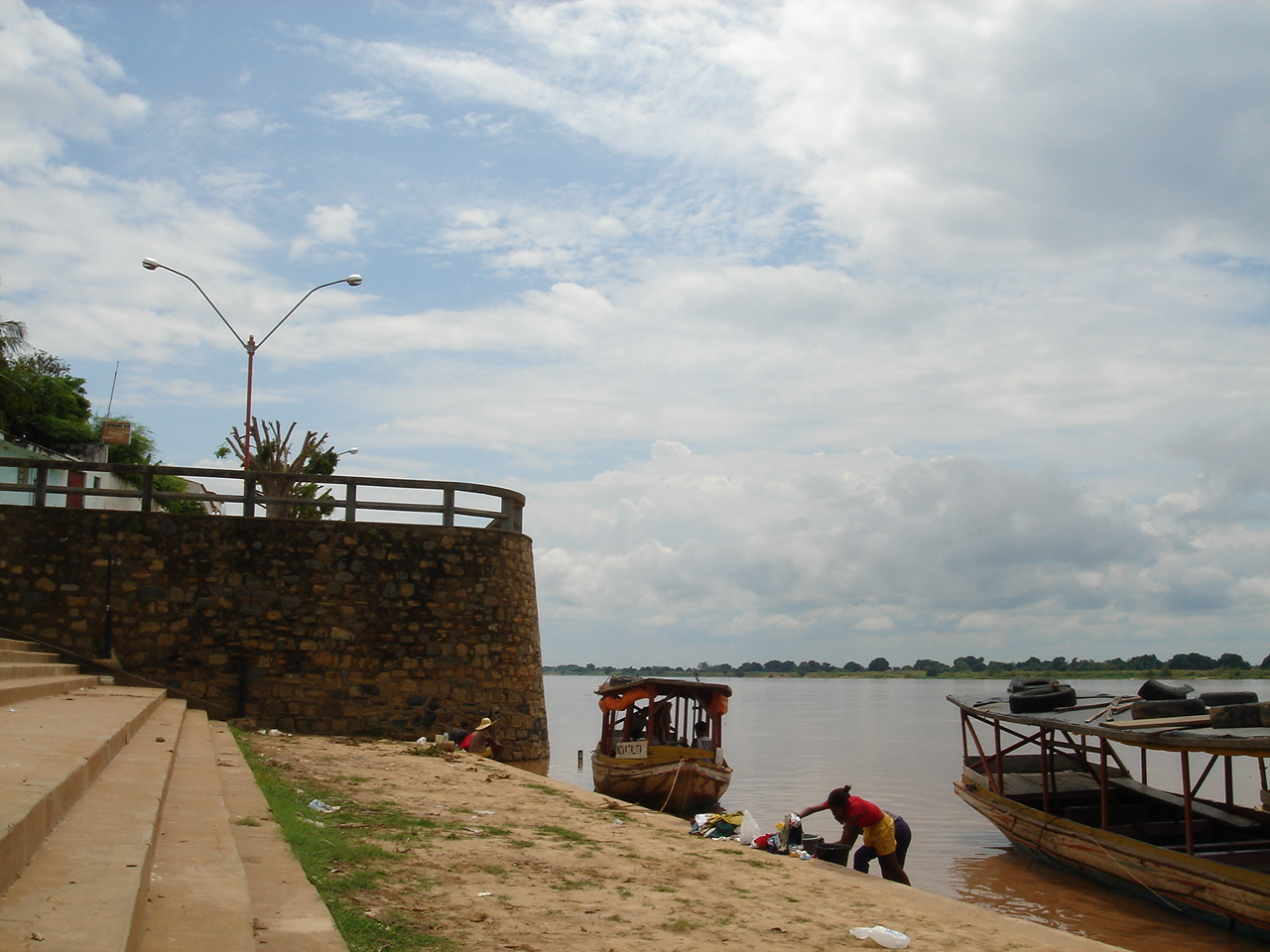

Климат местности: тропический.